# De delictis gravioribus
De delictis gravioribus (in latino: "Circa i delitti più gravi") è una lettera scritta il 18 maggio 2001 dal cardinale Joseph Ratzinger, allora prefetto della Congregazione per la Dottrina della Fede e in seguito papa Benedetto XVI.
Il documento aggiorna l'elenco dei delitti secondo il diritto canonico, per i quali la Congregazione si riserva l'ultima parola rispetto alle chiese locali. Tali delitti, scelti per la loro particolare gravità, riguardano sia la celebrazione dei sacramenti sia la morale cattolica.

## Destinatari e contenuto
La lettera intende dare attuazione al documento Sacramentorum sanctitatis tutela emesso da papa Giovanni Paolo II ed è rivolta a tutti i vescovi e ad altri membri della gerarchia della Chiesa cattolica. Le istruzioni contenute nel documento sono esplicitamente rivolte ad aggiornare quanto già stabilito in un altro documento, il Crimen sollicitationis, emesso nel 1962 da papa Giovanni XXIII e fino ad allora noto solo ai vescovi diocesani.
Le principali novità sono:
- I vescovi devono segnalare immediatamente alla Congregazione per la Dottrina della Fede i casi fondatamente sospetti;
- La Congregazione si riserva di prescrivere caso per caso ulteriori accertamenti da parte dei tribunali diocesani;
- Al termine del processo di primo grado i vescovi devono fornire una documentazione completa al Vaticano, anche se non ci fosse alcuna richiesta d'appello;
- La Congregazione rinuncia a riservarsi il giudizio in seconda istanza per i diritti contro la morale previsti dalla Crimen sollicitationis, tranne che per gli «atti contro il Sesto Comandamento del Decalogo commessi da un membro del clero con un minore di anni 18» (prima la minore età terminava a 16 anni).
- In tal caso i termini per la prescrizione canonica sono stabiliti in 10 anni dal raggiungimento della maggiore età del minore e non 10 anni dal crimine.

La De delictis gravioribus introduce una più stretta vigilanza della Congregazione per la Dottrina della Fede sull'attività dei tribunali ecclesiastici diocesani. Le finalità di questa sorveglianza sono state interpretate in modo diametralmente opposto: secondo alcuni il Vaticano intendeva favorire l'occultamento dei delitti dei sacerdoti pedofili, secondo altri, invece, la vigilanza mirava a prevenire qualsiasi insabbiamento dei processi canonici di primo grado contro i preti pedofili. La controversia è stata favorita anche da una fonte favorevole allo stesso Ratzinger, che nel pubblicare una traduzione italiana del documento, vi ha aggiunto un sommario in cui l'ultima prescrizione, relativa al cosiddetto "segreto pontificio", viene definita innovativa. Il segreto era già imposto dalla Crimen sollicitationis del 1962, voce a cui si rimanda per la discussione di tale segreto.

## Contesto e sviluppi delle controversie suscitate dal documento
La De delictis gravioribus è stata chiamata in causa nel corso di alcuni processi per molestie sessuali, molte su minorenni, perpetrate da alcuni sacerdoti negli Stati Uniti.
La Corte distrettuale della contea di Harris (Texas) ritenne opportuno indagare Joseph Ratzinger per l'imputazione di «ostruzione alla giustizia» a causa delle disposizioni di riservatezza contenute nella lettera. L'8 aprile 2005 John Beal, professore di diritto canonico all'Università Cattolica d'America, ha rilasciato una deposizione sotto giuramento nella quale ha ammesso a Daniel Shea, difensore di due presunte vittime, che la lettera ha esteso la giurisdizione e il controllo della Chiesa sui crimini sessuali.
Il 20 settembre 2005 il Dipartimento di Stato statunitense accolse la richiesta di concedere al Papa l'immunità diplomatica, in quanto capo in carica di uno Stato sovrano. Tale richiesta era stata inoltrata dalla nunziatura apostolica direttamente al presidente statunitense George W. Bush il 16 agosto 2005, dopo che il papa non si presentò in uno dei processi nel quale fu chiamato a rispondere del reato nella medesima contea e nell'ambito del processo a Juan Carlos Patino-Arango, seminarista colombiano accusato di abusi sessuali su minori.
Nel 2008, ulteriori controversie sono state avanzate da alcune associazioni di stampo secolare-umanistico secondo le quali l'ambito d'applicazione del segreto pontificio, invocato dalla De delictis gravioribus anche nei casi di pedofilia del clero, violerebbe l'articolo 44 della Convenzione sui diritti del Fanciullo.